# Mūshleh
Mūshleh (persiska: مُّشلِه, ميشلِه, موشِلِه, ميشِلَّ, موشله) är en ort i Iran.   Den ligger i provinsen Lorestan, i den centrala delen av landet, 290 km sydväst om huvudstaden Teheran. Mūshleh ligger 2 030 meter över havet och antalet invånare är 258.
Terrängen runt Mūshleh är huvudsakligen kuperad, men den allra närmaste omgivningen är platt.Runt Mūshleh är det ganska glesbefolkat, med 29 invånare per kvadratkilometer. Närmaste större samhälle är Alīgūdarz, 8,9 km söder om Mūshleh. Trakten runt Mūshleh består i huvudsak av gräsmarker.